# Сер Ігнатіус О’Браєн, 1й барон Шандон

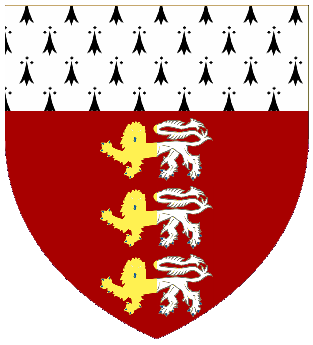
Герб І барона Шандон.

Ігнатій Джон О’Браєн (англ. - Ignatius John O’Brien) (31 липня 1857 — 10 вересня 1930) – І барон Шандон, відомий як сер Ігнатіус О’Браєн – відомий ірландський політик та юрист, депутат Палати лордів парламенту Об’єднаного Королівства Великобританії та Ірландії, лорд-канцлер Ірландії в 1913 – 1918 роках. 

## Життєпис

### Походження та освіта
Ігнатій О’Брайен народився в графстві Корк, Ірландія. Він був молодшим сином Марка Джозефа О’Брайена та його дружини Джейн Данн – доньки Вільяма Данна. Він здобув середню освіту у Вікентійській школі, а у віці 16 років вступив до Католицького університету Ірландії в Дубліні, але залишив його через два роки через сімейні обставини. Ігнатій О’Браєн вважав, що університетська система надто упереджена до класики. Все життя він цікавився наукою та технічною освітою. 

### Початок кар’єри
Ігнатій О’Брайен працював молодшим репортером у газеті «Сондерс Ньюслеттер» (англ. - Saunders Newsletter), щоденній консервативній газеті Дубліна, а потім у газеті «Журнал фріменів» (англ. - Freeman's Journal), паралельно навчаючись у адвокатурі. У 1881 році Ігнатій О’Браєн почав працювати адвокатом в юридичній школі «Кінгз Інн». Він не поспішав розширювати свою юридичну практику і продовжував працювати незалежним журналістом.  Протягом трьох років він мав невелику юридичну практику в районі Манстера.

### Справа Келлера
У 1887 році Ігнатій О’Браєн почав працювати на судовому процесі Кенона Келлера, що мала створити йому юридичну кар’єру та хорошу репутацію. Келлера, що був парафіяльним священиком Югала, викликали для надання свідчень у суді з питань банкрутства та фінансових обставин деяких його парафіян, залучених до страйків щодо орендної плати.  Келлер відмовився відповідати на запитання слідчих та суддів на тій підставі, що він отримав цю інформацію як сповідник, і що порушення печатки конфесії суперечить католицькому канонічному праву. В результаті Келлер був ув’язнений за неповагу до суду. Ігнатій О’Браєн виступив на його підтримку. Незважаючи на поразку в Суді Королевської лави, його аргументи переважали в Апеляційному суді Ірландії.

### Юридична та політична кар’єра
Підштовхуваний успіхом, який він здобув у справі Келлера, Ігнатій О’Браєн залишив роботу в окружному суді та зосередився на справах банкрутства та став провідним експертом із законодавства про банкрутство. У 1899 році він був покликаний до внутрішньої колегії адвокатів як радник королеви, у 1907 році став королівським суддею, а в 1910 році був призначений сержантом Ірландії (тоді це був найвищий ранг ірландського адвоката). Ігнатій О’Браєн був прихильник гомрулу (автономії та самоуправління Ірландії),  прибічником партії  лібералів. Ігнатій О’Браєн вів кампанію від імені ліберальних кандидатів, але сам не балотувався до парламенту. У 1911 році він був призначений генеральним соліситором Ірландії в ліберальній адміністрації Г. Х. Асквіта, а в 1912 році став генеральним прокурором. У тому ж році він склав присягу як радник Таємної Ради Ірландії. На цій посаді він переслідував суфражисток, які намагалися підпалити Королівський театр у Дубліні, хоча сам особисто виступав за надання жінкам виборчого права. 
У 1913 році посада лорд-канцлера Ірландії стала вакантною, Ігнатій О’Браєн, як генеральний прокурор, за давньою традицією мав право претендувати на цю посаду. Як суддя його не дуже цінували; його помпезні манери в суді призвели до недоброго порівняння його з жабою-биком; що більш серйозно, часті скарги були на те, що його постійні переривання роботи лави суддів майже унеможливлювали адвокатам належне представлення своїх справ.

### Лорд-канцлер Ірландії
Перебування Ігнатія О’Браєна на посаді лорд-канцлера Ірландії було можливим лише до тих пір, поки Ліберальна партія залишалася в уряді у Вестмінстері. У 1915 році уряд Асквіта був змушений піти у відставку та увійти до воєнної коаліції з Консервативною партією. Британські консерватори, підтримані за лаштунками Т. М. Гілі прагнули замінити Ігнатія О’Брайена його суперником з партії юніоністів Джеймсом Кемпбеллом. З огляду на думку ірландських націоналістів, Ігнатій О’Браєн залишився на посаді та отримав титул баронета Ардтон в парафії Дандрам у графстві Дублін у 1916 році. Під час Великоднього повстання 1916 року Ігнатій О’Браєн ухвалив офіційне оголошення воєнного стану, видане лорд-лейтенантом Ірландії лордом Вімборном. Однак до 1918 року думка консерваторів і юніоністів переважила, і О’Браєна змінив на посаді лорд-канцлера Джеймс Кемпбелл. Ігнатій О’Браєн отримав титул пера Ірландії як розраду і став бароном Шандон з Корку.

### Останні роки
Ігнатій О’Браєн був ірландським конституційним націоналістом, що боровся за автономію Ірландії в рамках Британської імперії. Ігнатій О’Браєн був проти партії «Шинн Фейн» («Ми самі»), яка боролася за повну незалежність Ірландії і проголошення Ірландської республіки.  Після рейду ІРА на його дім він назавжди покинув Ірландію, оселившись на острові Вайт. Хоча Ігнатій О’Браєн скептично ставився до Палати лордів парламенту, він вважав колег приємними і примирився з їх архаїчним аристократизмом. Його участь у Палаті лордів зазвичай обмежувалася питаннями, що стосувалися Ірландії, або питаннями, в яких він мав юридичну експертизу. Він брав активну участь у дебатах і переговорах навколо Закону про уряд Ірландії 1920 року. 
У 1926 – 1927 роках він написав мемуари, які були опубліковані видавництвом «Преса Чотирьох Судів», Дублін у 2021 році. У барона Шандона не було дітей, але він хотів передати свої титули своєму племіннику, але для цього йому потрібен був лист про успадкування, який можна було отримати, подавши заяву до Королівського офісу в Парламенті, Вестмінстер. Поміркувавши, у 1929 році він зрозумів, що для нього це не варіант, оскільки Ірландія більше не перебуває під юрисдикцією Об’єднаного Королівства, а баронетство та баронство перебувають поза цією юрисдикцією. Крім того, Закон 1922 року, розділ 5, забороняв їм надавати такий лист про спадок.
Ігнатій О’Браєн вважав, що він може передати свої титули у спадок, і це він зробив через свою Останню волю та Заповіт. Документи щодо його баронетства баронства, а також ритуальні атрибути лорд-канцлера, срібна шкатулка, у якій містилися документи щодо свободи міста Корк, різні інші історичні документи та інші артефакти були передані його племіннику  Джеральду Горану, першому магістру рукописів Ірландії, а потім магістру Високого суду  Ірландії. Раніше Джеральд Горан був постійним секретарем лорд-канцлера Ірландії, клерком корони, охоронцем державної печатки та капітаном гвардії казначейства Ірландії. Ігнатій О’Браєн - барон Шандон помер у Лондоні 10 вересня 1930 року, заповів свої статки Лондону, що і було оголошено 23 жовтня 1930 року.

### Родина
Ігнатій О’Браєн - лорд Шандон одружився з Енн, донькою Джона Телбота Скаллана, видатного дублінського адвоката, у 1886 році. Вона померла в лютому 1929 року. Їхній шлюб був бездітним, тому, коли Ігнатій О’Брайен помер у Лондоні наступного року у віці 73 років, його титул пера – барона Шандон зник. 